# Kwagga Smith
Albertus Stephanus "Kwagga" Smith (11 de junho de 1993) é um jogador de rugby sevens sul-africano, medalhista olímpico

## Carreira
Kwagga Smith integrou o elenco da Seleção Sul-Africana de Rugbi de Sevens, na Rio 2016, conquistando a medalha de bronze.